# Pestalotiopsis virgatula
Pestalotiopsis virgatula är en svampart som först beskrevs av Heinrich Klebahn, och fick sitt nu gällande namn av Steyaert 1949. Pestalotiopsis virgatula ingår i släktet Pestalotiopsis och familjen Amphisphaeriaceae.   Inga underarter finns listade i Catalogue of Life.